# Treehouse
Treehouse — пятый студийный альбом американской электроникор-группы I See Stars, изданный 17 июня 2016 года на лейбле Sumerian Records. Это первый альбом без участия скримера/клавишника Зака Джонсона и ритм-гитариста Джимми Грэгерсона, покинувших группу в 2015 году. Это также первая после 2013 года полноформатная пластинка группы, что являет собой самый большой промежуток между её альбомами.

## Список композиций
Приведён в соответствие со списком в iTunes Store.
| №   | Название                           | Длительность |
| --- | ---------------------------------- | ------------ |
| 1.  | «Calm Snow»                        | 3:11         |
| 2.  | «Break»                            | 3:47         |
| 3.  | «White Lies»                       | 3:32         |
| 4.  | «Everyone's Safe in the Treehouse» | 4:06         |
| 5.  | «Running with Scissors»            | 4:22         |
| 6.  | «Mobbin' Out»                      | 4:55         |
| 7.  | «Walking on Gravestones»           | 3:50         |
| 8.  | «Light in the Cave»                | 3:51         |
| 9.  | «All In»                           | 4:22         |
| 10. | «Two Hearted»                      | 4:24         |
| 11. | «Portals»                          | 5:23         |
| 12. | «Yellow King»                      | 4:49         |

## Участники записи
I See Stars
- Дэвин Оливер – вокал
- Эндрю Оливер – синтезаторы, секвенсор, бэк-вокал, совокал в "Light in the Cave"
- Брент Аллен – гитары
- Джефф Валентайн – бас-гитара

Другие участники
- Люк Холланд – ударные, перкуссия
- Ник Скотт - продюсирование записи, гитара, программирование (треки 1-3, 5-12), микширование и мастеринг (трек 9)
- Эрик Рон - продакшн (треки 1-3, 5-8, 10-12), микширование и мастеринг (трек 6)
- Дэвид Бендет - микширование и мастеринг (трек 4)
- Тэйлор Ларсон - микширование и мастеринг (треки 1-3, 5, 7-8, 10-12)
- Джайда Тэйлор - сонграйтинг, продакшн
- Джои Валентайн - сонграйтинг

## Чарты
| Чарт (2016)                           | Высшая позиция |
| ------------------------------------- | -------------- |
| Australian Albums (ARIA)              | 78             |
| New Zealand Heatseekers Albums (RMNZ) | 9              |
| США (Billboard 200)                   | 93             |